# 153e régiment d'infanterie (France)
Le 153e régiment d'infanterie (153e RI) est un régiment d'infanterie de l'Armée de terre française créé sous le Premier Empire à partir de quatre cohortes du premier ban de la garde nationale.

## Création et différentes dénominations
- 1813 : Création du 153e régiment d'infanterie de ligne
- 1814 : dissous
- 1887 : formation du 153e régiment d'infanterie
- 1923-1935 : 153e régiment d'infanterie
- 1935 : 153e régiment d'infanterie de forteresse de la Sarre
- 1940 : 153e régiment d'infanterie alpine
- 1942 : disloqué
- 1945 : 153e régiment d'infanterie
- 1945 : dissous
- 1955 : 153e régiment d'infanterie motorisée
- 1963 : 153e régiment d'infanterie mécanisée
- 1976 : 153e régiment d'infanterie
- 1984 : 153e régiment d'infanterie de division blindée
- 1990 : 153e régiment d'infanterie de corps d'armée
- 1993 : dissous

## Colonels et chefs-de-brigade
- 1813 - 1814 : Colonel Mathieu
- 19 juillet 1892 - 1er septembre 1897 : Colonel Deckherr***
- 1900 - 1905 : Charles Louis Marie Joseph Rousset (1847-1922) **
- 29 juillet 1911 - 19 septembre 1914 : Colonel Loyzeau de Grandmaison***
- 21 août 1914 - 25 août 1914 : Commandant Belin
- 25 août 1914 - 5 septembre 1914 : Commandant Notel
- 6 septembre 1914 - 25 septembre 1914 : Lieutenant-colonel Hoff
- 25 septembre 1914 - 27 septembre 1914 : Commandant Notel
- 27 septembre 1914 - 15 octobre 1914 : Commandant Gauthier
- 16 octobre 1914 - 15 novembre 1914 : Lieutenant-colonel Charrier
- 16 novembre 1914 - 28 novembre 1914 : Commandant Gauthier
- 29 mars 1915 - 23 mai 1915 : Lieutenant-colonel Peschart d'Ambly***
- 24 mai 1915 - 1er septembre 1915 : Commandant Gauthier
- 1er septembre 1915 - 24 décembre 1915 : Lieutenant-colonel Peschart d'Ambly***
- 25 décembre 1915 - 30 août 1916 : Lieutenant-colonel Biesse
- 31 août 1916 - 15 février 1917 : Colonel Luyt
- 15 février 1917 - 5 mars 1917 : Commandant Albert-Roulhac
- 19 mars 1917 : Lieutenant-colonel Matter
- 1920 : Colonel Carrière
- 1923 : Colonel Violette
- 1924-1925 : Lieutenant-colonel Pierre Guizard
- 1927 : Colonel Castilla
- 1928 : Colonel Mignon
- 1933 : Colonel Herique
- 25 août 1935 - 20 mai 1938 : Colonel A. Alaurent
- 21 mai 1938 - septembre 1939 : Colonel J.M. Reyx
- septembre 1939 - juin 1940 : Lieutenant-colonel Delivre
- juin 1940 - : Lieutenant-colonel Mauvin
- 8 juillet 1941  - 27 novembre 1942 : Colonel Bierre
- 1945 : Colonel Constant
- 1955 : Colonel d'Esclaibes
- 1956 : Colonel Simoneau
- 1957 : Colonel Girard
- 1958 : Colonel Delgros
- 1960 : Colonel Usureau
- 1960 : Colonel Blanc
- 1961 : Colonel de Bois Heraud
- 1962 : Colonel Degas
- 1963 : Colonel Richard
- 1965 - 1967 : Colonel Aléon
- 1967 - 1969 : Colonel Génesteix
- 1969 - 1971 : Colonel Boone Arbod Borssat de la Perouse *****
- 1971 - 1973 : Colonel le Guyader
- 1973 - 1975 : Colonel de Broca
- 1975 - 1977: Lieutenant-Colonel puis Colonel Clarke de Dromantin****
- 1977-1979 : Lieutenant-Colonel Mathonière
- 1979 - 1981 : Colonel Tardy
- 1981 - 1983 : Lieutenant-Colonel Moufle
- 1983 - 1985 : Colonel Pintoux
- 1985 - 1987 : Colonel de Warren
- 1987 - 1989 : Colonel de Rotalier
- 1989 - 1991 : Colonel Reau
- 1991 - 1993 : Colonel Georgelin *****

** devint par la suite général de brigade.*** devint par la suite général de division.

**** devint par la suite général de corps d'armée ***** devint par la suite général d'armée.

## Historique des garnisons, combats et batailles du153eRI de ligne

### Premier Empire
Le 153e régiment d'infanterie de ligne est formé, à Brême en Allemagne, le 22 février 1813, avec les :
- 55e cohorte du premier ban de la garde nationale formée dans le département de l'Yonne[1]
- 56e cohorte du premier ban de la garde nationale formée dans les départements du Rhône et de la Loire
- 57e cohorte du premier ban de la garde nationale formée dans les départements du Cantal et de Haute-Loire
- 58e cohorte du premier ban de la garde nationale formée dans le département du Puy-de-Dôme

- 1813 : Campagne d'Allemagne
  - 16-19 octobre : Bataille de Leipzig

- 1814 : la campagne de France :

Le 10 janvier 1814, les alliés pénètrent sur notre territoire, la campagne de France commence. Les faibles effectifs du Régiment expliquent le rôle modeste qu’il va jouer au cours des derniers combats de l'Empire. On le retrouve à Liège le 15 janvier 1814, à Givet le 22, le 2 février à Chalons que le 5e corps reçoit l'ordre de tenir. Les 4 et 5 février écrasé par le nombre, Chalons est évacué. Nos troupes épuisées atteignent Épernay puis Château-Thierry. Le régiment ne compte plus qu'une centaine d’hommes lorsqu'il arrive à Meaux.
Le 14 février, il quittait le combat. La troupe était versée au 14e de ligne, les cadres et l'Aigle avaient ordre de se rendre à Paris. En fait, ils rejoindront Orléans, point de regroupement de ce qui reste du 153e de ligne.
Le 21 juin 1814, le 153e régiment d'infanterie de ligne est licencié, et conformément à l'article 5 de l'ordonnance du 12 mai 1814 :
- Le 1er bataillon est amalgamé, le 4 août 1814 à Montmédy, dans le 52e régiment d'infanterie de ligne.
- Le 2e bataillon est amalgamé, le 21 juillet 1814 au Havre, dans le 88e régiment d'infanterie de ligne.
- Le 5e bataillon est amalgamé, le 31 juillet 1814 à Dunkerque, dans le 51e régiment d'infanterie de ligne.

### De 1887 à 1914
Le 153e RI, est formé le 1er octobre 1887 à 3 bataillons provenant des 2e régiment d'infanterie, 19e régiment d'infanterie et 114e régiment d'infanterie, à Paris
En garnison au Fort de Nogent à Fontenay-sous-Bois puis à Toul[réf. nécessaire]

### Première Guerre mondiale
En 1914 ; Casernement : Toul ; 77e Brigade d'infanterie ; 39e division d'infanterie ; 20e corps d'armée
À la 39e division d'infanterie d'août 1914 à novembre 1918

#### 1914
- 19 et 20 août : Bataille de Morhange
- Course à la mer
  - Fouquescourt, Albert, Arvillers
  - 3 octobre : Souastre
  - 4 octobre : Hébuterne
  - 5 octobre : Gommecourt
- Première bataille d'Ypres
  - Fin octobre : Boezinge, Langemark, Bikschote

#### 1915
- Bataille de l'Artois :
  - La Targette, Neuville-Saint-Vaast, Vimy
- 25 septembre-6 octobre : seconde bataille de Champagne
  - 25 septembre : Beauséjour

#### 1916
- Verdun
  - Février : côte du Poivre, Carrières d'Haudremont
  - Avril : Cote 304
- Bataille de la Somme
  - Fin septembre : Maurepas

#### 1917
- Chemin des Dames

4 janvier : Arrivée dans les tranchées dans le secteur de Vendresse à Moussy, préparation
16 avril : Assaut en première ligne  >> secteurs occupés : Chivy, Ferme des Grelines, Braye en Laonnois, Ferme de Froidemont >> 25 jours de première ligne.
15 mai : Repli à Longeval-Barbonval au sud de l'Aisne puis départ vers Nancy.
- Front au nord de Nancy

25 juin : Ravitaillement à Jeandelaincourt au Nord de Nancy puis montée en première ligne près de Nonemy
- Deuxième Bataille de Verdun

#### 1918
Janvier, arrivée à Bras-sur-Meuse.
Première ligne jusqu'au 15 mars dans les Secteurs de la Cote-de-Poivre, Ravin du Cul-brulé, Ravin du Cul-de-Chien, Carrière des Anglais près de Vacherauville-sur-Meuse au Nord de Verdun, coups de main allemands baïonnette au canon et lance-flammes repoussés.
Montée dans le Nord à pied durant 6 jours (Reims, Saint-Quentin, Arras et Hazebrouck).
- Bataille des monts de Flandres

Offensive allemande du 9 avril (utilisation d'obus à ypérite et 150 avions). Contenue.
Mi-avril défense du mont Kemmel (Belgique) et du mont Rouge en renfort des 28e et 39e RI.
Offensive allemande du 25 au 29 avril contenue par le 153e.
Mai :  Cantonné à Couderkerque près de Dunkerque ensuite défense de Poperinge (Belgique).
Juin : départ pour le nord de Paris, cantonné à Gonesse.
- 27 mai 1918 : Seconde bataille de la Marne, bataille de l'Aisne

Utilisation des taxis parisiens jusqu'à l'Est de Château-Thierry.
Première ligne dans les tranchées de Bonneuil, Mont Bonneuil, Charly, Essomes et de la ferme de la Borde.
Intégration des troupes américaines (15 soldats/compagnie).
Attaque de la cote 204 par 3 fois avec succès (beaucoup de prisonniers).
Prise de Château-Thierry et des villages environnants, l'ennemi s'étant replié.
Contact avec l'ennemi à Verdilly qui est fait prisonnier, poursuite de l'avance jusqu'à la forêt de Fère-en-Tardenois.
En réserve des troupes américaines qui passent à l'assaut.
Départ ensuite en Lorraine à Saint-Mihiel.
- Bataille de Saint-Mihiel.

En août, déploiement sur le secteur de la plaine de la Woevre à l'est du fleuve Meuse.
Prise des villages de Gironville et de son fort, Girauvoisin, Saint-Agnant-les-Côtes et Woinville.
Offensive du 16 septembre sur les côtes de Saint-Mihiel, prise des villages Creue, Hattonchatel, Hattonville, ferme Saint-Louis, bois de Hauteville.
Derniers bombardements allemands, armistice.
Repli sur Nancy caserne Molitor et ensuite relève des Américains dans la forêt de Facq, le secteur de Nonemy, Port-sur-Seille.
15 novembre : Traversée des lignes ennemies et entrée triomphale dans la ville de Metz.

### Entre-deux-guerres
Il est dissous à Sarreguemines en 1922.
Le 153e RI est reconstitué en Sarre le 15 mai 1923[réf. souhaitée] et rentre en France à partir de 1927 à Forbach et à Morhange.
À la fin de l'année 1929, il est en garnison à Bitche où se trouve l'état-major régimentaire (EM), les 2e et 3e bataillons.
Puis à Saint-Avold le 1er bataillon. Le régiment est regroupé en 1931 à Bitche-ville, puis une compagnie à Bitche-camp.
En 1933 avec le 23e RI, il forme l'infanterie de la région fortifiée de la Lauter.
En 1934, le 153e RI passe à six bataillons.
En 1935, il se dédouble pour donner naissance au 37e RIF.

### Seconde Guerre mondiale
À la mobilisation du 22 août 1939 par le CMI 204 (Saint-Nicolas-de-Port) à partir du noyau actif du lII/153e régiment d'infanterie de forteresse « régiment de la Sarre » se détriple pour former l'infanterie du secteur fortifié de Rohrbach. Il compte trois bataillons de mitrailleurs, une compagnie d'équipages d'ouvrages, une compagnie d'équipages de casemates. Avec le 133e RIF, le 166e RIF d'ouest en est.
Le 153e RIF est engagé dans le sous-secteur du Légeret, en Moselle, ce qui inclut l'entière garnison du fort du Simserhof (876 hommes) issus du 3e bataillon, deux casemates, un observatoire, et trois abris.
Les unités d'intervalle comme le 37e, 153e et 166e RIF quittent leurs positions le 13 juin 1940 pour se replier avec la Division de marche Chastenet. Le 153e s'installe face au nord sur le canal de la Marne au Rhin. Il se replie sur les Vosges, il doit déposer les armes le 21 et 22 juin. Les équipages d'ouvrages, restés sur places, doivent se rendre sur ordre le 30 juin 1940.

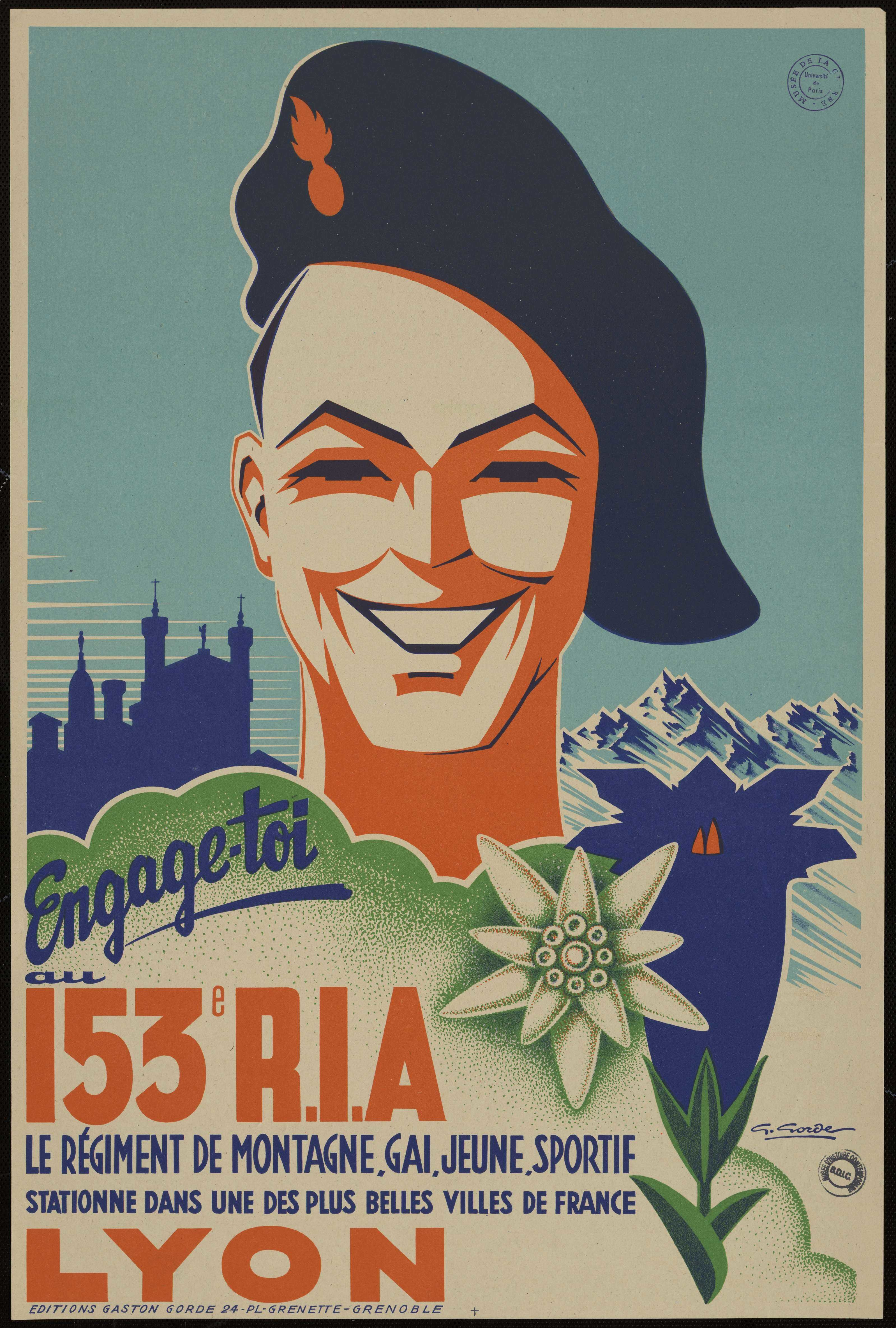
Affiche de recrutement pour le sous Vichy.

Le régiment est recréé à Lyon comme 153e régiment d'infanterie alpine dans l'Armée d'Armistice. L'Armée d'Armistice est dissoute en novembre 1942.
Le 153e RI est engagé dans les Vosges et en Allemagne pendant l’hiver 1944-1945. Au printemps 1945 le 153e RI forme ses hommes comme skieurs dans les Pyrénées à Luz, Barèges et Argelès-Gazost.

### Guerre d'Algérie
Le 153e RIM (Régiment d'infanterie motorisée) à Munier il appartient à la 2e D.I.M. Bône Zone Nord-Est Constantinois 1961.
Au village tunisien de Sakiet Sidi Youssef, un poste tenu par le 153e Régiment d’infanterie motorisée (RIM), il assure la surveillance de la frontière dans la région de Souk Ahras, région de Constantine.
Au cessez-le-feu du 19 mars 1962 en Algérie, le 153e RIM constitue comme 91 autres régiments, les 114 unités de la Force locale. Le 153e RIM forme deux unités de la Force locale de l'ordre Algérienne, la 407e UFL-UFO et la 409e UFLUFO composés de 10 % de militaires métropolitains et de 90 % de Militaires Musulmans à Lapaine et a Zarouria, qui pendant la période transitoire devaient être au service de l'exécutif Algérien, jusqu'à l'indépendance de l'Algérie. (Accords d'Evian du 18 mars 1962).

### De la Guerre d'Algérie à nos jours

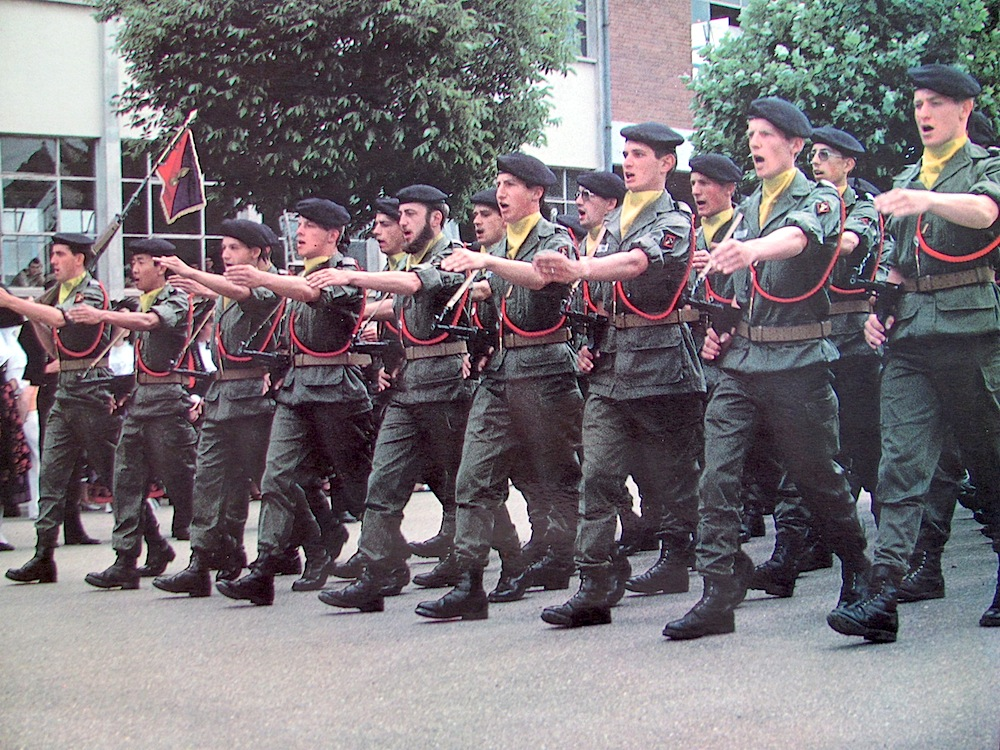
Défilé du 153e régiment d'infanterie à Mutzig en 1982.

Au retour d'Algérie il prend garnison à Mutzig le 6 janvier 1963 aux quartiers Moussy et Clerc. Il gère également un dépôt de munitions à Romanswiller. Le 153e RI est transformé en régiment mécanisé et intégré dans la 6e brigade mécanisée d'abord selon l’organigramme de la division type 59 puis celui type 67. Dans la division type 59, le 153e RI est composé de la compagnie de commandement et des services (section de commandement, section état-major, section transmissions, section des services, section entretien dépannage, section sanitaire et section de canons de 106 mm sur Jeep avec 6 pièces) et de quatre compagnies mécanisées. L'effectif est de 35 officiers, 102 sous-officiers et 708 hommes de troupe. Les véhicules sont au nombre de 80 à roues, 68 VTT et 8 motos.Dans la division 67, le régiment conserve la compagnie de commandement et des services mais les unités de combat sont profondément restructurées. Le régiment mécanisé, comme tous les régiments mécanisés, devient un régiment interarmes avec deux compagnies mécanisées (infanterie) sur VTT AMX 13 et deux escadrons de chars (arme blindée) sur chars AMX 13. Certains régiments d'infanterie[Lesquels ?] sont motorisés dans l'attente de l'équipement en véhicules blindés.
La réorganisation de l'Armée de terre de 1984 se traduit par la création de la 6e division légère blindée dans le sud-est. Les unités de la 6e division blindée sont formées selon l'organisation des divisions blindées type 84. Le 153e régiment d'infanterie devient régiment motorisé de division blindée rattaché à la 1ère division blindée avec deux compagnies sur VAB, une compagnie sur camionnettes tactiques (unité de réserve) et la compagnie anti char sur VAB HOT. La dissolution de la plupart des unités en garnison en Allemagne permet pour un temps au 153e RI d'être encore à l'ordre de bataille en devenant régiment d'infanterie de corps d'armée le 1er juillet 1990.
En Yougoslavie d'avril 1992 à octobre 1992. La 1re compagnie du 153e RI, composée de 74 casques bleus et commandée par le capitaine Lassallette, est la première unité française envoyée à Sarajevo. Elle a pour mission de protéger le QG de la FORPRONU, situé dans l'ancien PTT Building et d'escorter les observateurs de l’ONU ainsi que les négociateurs serbes et bosniaques.
Le 153e régiment d'infanterie à Mutzig au quartier Moussy est dissous le 31 juillet 1993, sous le commandement du Colonel Jean-Louis Georgelin remettant au général Arnold gouverneur militaire de Lille et commandant du 3e corps d'armée, le drapeau du régiment.
Une stèle et un square porteront le nom du régiment.
Le régiment était partie intégrante du plan de restructuration « Armées 2000 ».
Les deux quartiers Moussy à l'entrée de la ville, Clerc de l'autre côté de la ligne de chemin de fer, sont actuellement occupés par le 44e régiment de transmissions, régiment spécialisé dans la Guerre électronique, chargé en particulier de la mise en œuvre du CGEAT (Centre de guerre électronique de l'Armée de Terre) dont le gros des installations est situé sur la « Colline » qui domine la ville.

## Drapeau
Les noms de huit batailles s'inscrivent en lettres d'or sur le drapeau, ainsi que l'inscription A.F.N,.
- Weissig 1813
- Goldberg 1813
- Lorraine 1914
- Picardie 1914
- Verdun 1916
- Flandres 1918[7]
- L'Aisne 1918
- La Marne 1918
- Saint-Mihiel 1918
- AFN 1952-1962

Le drapeau du régiment est brûlé par son chef de corps en 1940 afin que celui-ci ne tombe pas dans les mains de l'ennemi. Les restes du drapeau ont été exposés dans la salle d'honneur du régiment. Lors de sa refabrication, la bataille de Goldberg 1813 est oubliée. Cependant dans les documents d'avant guerre, celle-ci était bien mentionnée.

## Décorations
Sa cravate est décorée de la Croix de la Légion d'honneur  reçu le 5 juillet 1919 comme son frère d'arme le 152e RI, de la Croix de guerre 1914-1918 avec six citations à l'ordre de l'armée.

Il a le droit au port de la fourragère à la couleur du ruban de la croix de la légion d'honneur décernée le 25 décembre 1918.

## Insigne

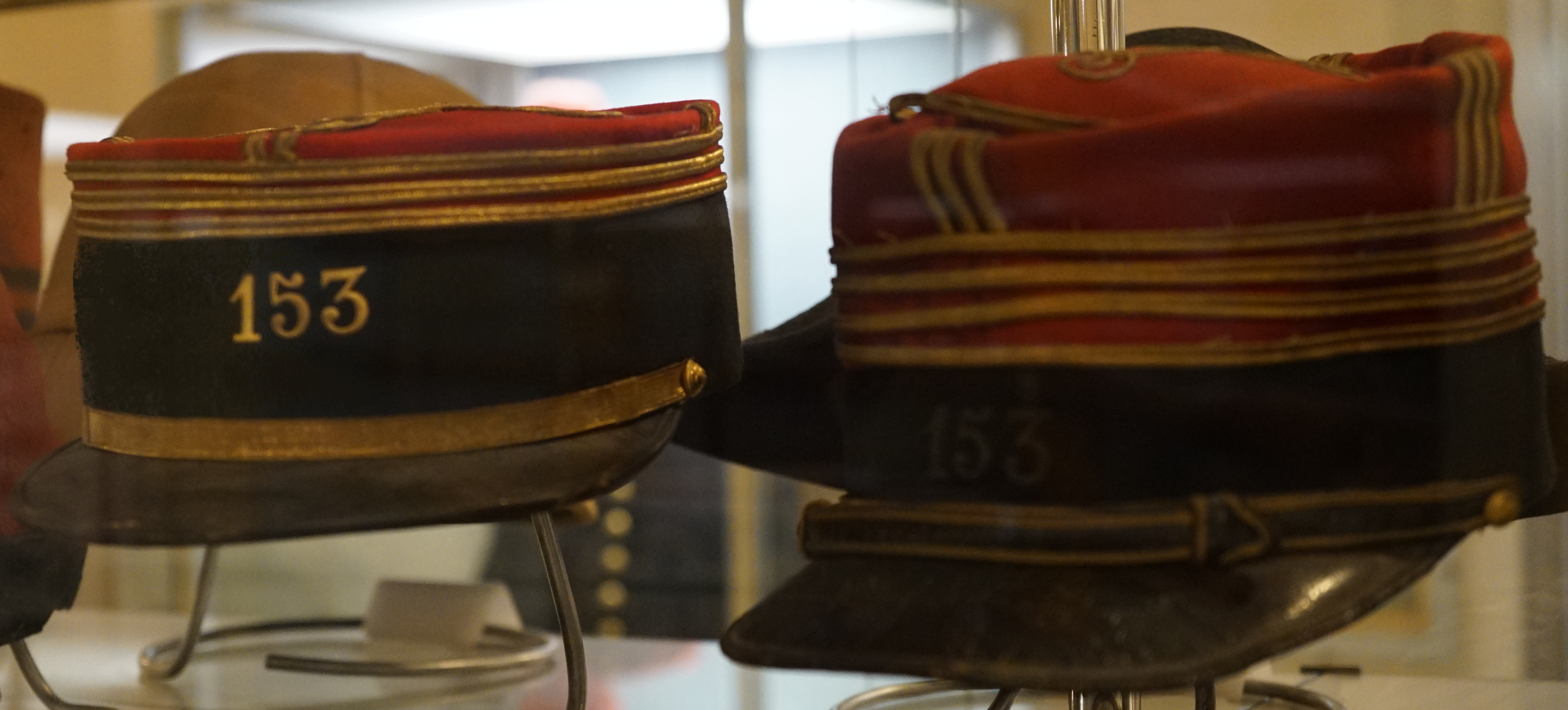
Képi.

La pucelle du régiment écusson métallique, fond blanc, avec une ligne rouge diagonale un trèfle à 4 feuilles de couleur vert et surmonté de 3 petits triangles, qui représente les fortifications.
Le dernier insigne du 1.53, créé à la demande du Colonel d'Esclaibes. Ecu ancien à bordure d'argent, couleur de la cavalerie, eu égard à la présence de l'escadron antichar du 15.3, formé par le 31e Dragons.
D'émail blanc à bande d'émail rouge : Armes de la ville de Strasbourg. en cœur, trèfle à quatre feuilles d'émail vert, hérité des marques des véhicules du Régiment en 1914-1918, et l'on trouve sur tous les insignes portés au 15.3. En chef, le bastion d'argent à la Vauban rappelle que le Régiment fut unité de forteresse de 1935-1940.
Insigne homologué le 15 mai 1955 sous le N° G 1173.
Fabricant : A. Mardini, Arthus Bertrand, Drago, Fraisse, Y. Delsart

## Personnalités ayant servi au sein du régiment
- Pierre Hortala (1880-1926), poète
- Charles Bourcier (1882-1914), écrivain tué le 28 septembre 1914. Son nom est inscrit au Panthéon dans la liste des 560 écrivains morts pour la France pendant la Première Guerre mondiale.
- Léon Boyer (1883-1916), instituteur et poète, sergent au régiment tué à la cote de Froideterre devant Verdun le 10 mars 1916. Son nom est inscrit au Panthéon parmi les 560 écrivains morts au combat pendant la Première Guerre mondiale.
- Pierre Ginisty (1884-1914), avocat, journaliste et auteur dramatique ; lieutenant au régiment tué à Saint-Julien dans la région d'Ypres le 24 décembre 1914. Son nom est inscrit au Panthéon dans la liste des 560 écrivains morts pour la France.
- Marcel Faure (1906-1999), résistant français, Compagnon de la Libération.
- Dominique Venner (1935-2013), essayiste et historien français[9].